# Aulacizes basalis
Aulacizes basalis är en insektsart som beskrevs av Walker 1851. Aulacizes basalis ingår i släktet Aulacizes och familjen dvärgstritar. Inga underarter finns listade i Catalogue of Life.